# Jean Alexandre (pasteur et poète)
Pour les articles homonymes, voir Jean Alexandre (homonymie) et Alexandre.
 (février 2022).
Jean Alexandre, pasteur luthérien français de l’Église protestante unie de France, est né le 30 juin 1937 à Paris, dans le quartier populaire de Charonne.
Bibliste, traducteur, conteur, homme de communication et animateur culturel, chanteur de Gospel Song et poète, il produit aussi un travail scientifique.
Proche de Roland Barthes dans les années 1970, puis d’Henri Meschonnic qui voyait en lui son seul disciple en matière de traduction biblique, il est diplômé de la Ve section de l’EPHE et des Facultés de théologie protestante de Paris et Genève.

## Biographie
Après son service militaire en tant que coopérant auprès de l’aumônerie protestante à Madagascar (1962-1963) et un proposanat à service de l’Église réformée de Saint-Paul à Strasbourg, il rejoint l’équipe pastorale de Corbeil-Essonnes (Essonne) de 1964 à 1968. Il exerce ensuite un ministère d’animateur biblique régional en Île-de-France (1968-1976).
De 1976 à 1980, à l’initiative de la Section des Jeunes du Mouvement chrétien pour la Paix il crée et assure la direction du Centre la Garenne (Beauvoisin, Gard) puis, à l’initiative de la Région Languedoc-Roussillon de l’Église réformée de France, il crée et dirige le "665", centre d’animation socioculturelle destiné au public étudiant montpelliérain (1980-1989).
Dans ce cadre, il participe à la création de Radio Clapàs, radio libre non-confessionnelle, qui y diffuse deux jours d’émissions protestantes hebdomadaires.
Après une année sabbatique à la Faculté de théologie protestante de Genève, il est nommé en au poste de secrétaire exécutif chargé des publications (mensuel "Mission", entre autres) du DÉFAP (Service protestant de Mission), dont il devient le secrétaire général en 1994 (1990-1997).
En 1997, il est appelé par la paroisse luthérienne de Bon-Secours (Paris XIe) dont il sera le pasteur jusqu’à sa retraite en 2000.
Il collabore en tant que traducteur et poète à la Traduction Œcuménique de la Bible (Le Cerf 1972), du Psautier Liturgique Œcuménique (1977) et de la Traduction de la Bible pour la Liturgie de l’Église catholique (Isaïe, 2013).
Il a également publié de nombreux articles ou chroniques dans l’hebdomadaire Réforme, dont il a été éditorialiste au début des années 1990.
Parallèlement, il est devenu dès 1976, sous la direction de Régine Lacroix-Neuberth, formateur dans le domaine de la parole publique et de la lecture orale (technesthésie).
Avec le pasteur Jacques Fischer, il est également l’un des fondateurs du chœur de Gospel Song « Les Compagnons de l’Arche », créé en 1954, au sein duquel il a longtemps chanté.
Il est aussi un militant politique de base. Rejoignant le théologien Georges Casalis, il adhère au PSU en 1964 puis le quitte en  1972 pour le Parti Socialiste.
Depuis 2006, il entretient un site personnel sur Internet.

## Publications
- Éden, huis-clos[8],

Une parabole du dieu critique. Paris, L’Harmattan, coll. « Sémantiques », 184 pages, 2002
- Jonas ou l’oiseau du malheur[9],

Variations bibliques sur un thème narratif, Paris, L’Harmattan, coll. « Sémantiques », 166 pages, 2003	
- Quatre annonces de paix, Une traduction des évangiles pour la lecture à haute voix, Limoges, Lambert–Lucas, 320 pages, 2011
- Moïse hébreu, Moïse égyptien, Collectif sous la direction de Nicole-Maya Malet, Paris, Les Éditions du Cerf, 224 pages, 1997
- L’aventure de la TOB[10] – Cinquante ans de traduction œcuménique de la Bible, collectif sous la direction de Gérard Billon et Bernard Coyault, Paris, Cerf & Bibli’O, 2010
- Exils, récits d’inspiration biblique, Poliez-le-Grand, Les Éditions du Moulin, 90 pages, 2007
- Retournements[11], récits d’inspiration biblique, Lyon, Olivétan, 112 pages, 2015
- Peut-on se remettre d'un malheur ?, collectif sous la direction d'Alain Houziaux, Paris, Éditions de l'Atelier, coll. « Questions de vie », 96 pages, 2004

### Poésie
- Autour d’un matin, Villejuif, Minerve Éditions, 64 pages et un disque souple, 1974
- Tenter le chant, Paris, Éditions Saint-Germain-des-Prés, 32 pages, 1978
- Le chant du père inconsolé, Paris, EELF-MI, 16 pages, 1983. Réédition : Paris, Les Cahiers de Bon-Secours, 16 pages, 1999
- On l’appellera, disait-il, Jacob, Montpellier, Demeret éd., 80 pages, 1987
- Chants et déchants Recueil de recueils inédits ou épuisés, Limoges, Lambert–Lucas, 210 pages, 2005
- Toutes ces mondanités, Cinquante-deux poèmes en un poème. Limoges, Lambert–Lucas, 80 pages, 2008
- Les sept paroles du Christ sur la croix, Limoges, Lambert–Lucas, 20 pages, 2008
- Les jours de semaine suivi de Les Pâques à Charonne, Limoges, Lambert-Lucas, 80 pages, 2014
- Les dires du seuil, Limoges, Lambert-Lucas, 112 pages, 2017
- Le peut-être et l’après, poèmes/dires, Limoges, Lambert-Lucas, 128 pages, 2019
- Fêter le dire[12], collectif sous la direction de Jacqueline Assaël, Lyon, Olivétan, 128 pages, 2017
- Où sont tes gosses ?[13], ou ma mère et les enfants juifs, Charonne, années 40, Paris, Ampélos, 160 pages, 2015